# Matt Haig
Matt Haig (Sheffield, 3 juli 1975) is een Brits journalist en schrijver van fictie en non-fictie voor kinderen en volwassenen, voornamelijk in het genre speculatieve fictie.

## Vroege leven
Haig werd in 1975 geboren in Sheffield. Hij studeerde Engels en geschiedenis aan de Universiteit van Hull.

## Carrière
Haig is auteur van fictie en non-fictie voor kinderen en volwassenen. Zijn non-fictieboek Reasons to Stay Alive stond op nummer één op de Sunday Times-bestsellerlijst en stond 46 weken in de top 10 bestverkochte boeken van het Verenigd Koninkrijk. Zijn kinderboek Father Christmas and Me wordt momenteel verfilmd door StudioCanal en Blueprint Pictures.
Zijn romans zijn vaak duistere en eigenzinnige blikken op het gezinsleven. The Last Family in England hervertelt het verhaal Hendrik IV van William Shakespeare met de protagonisten als honden. Zijn tweede roman Dead Fathers Club is gebaseerd op Hamlet en vertelt het verhaal van een introspectieve elfjarige die te maken heeft met de recente dood van zijn vader en de daaropvolgende verschijning van de geest van zijn vader. Zijn derde roman voor volwassenen, The Possession of Mr Cave, gaat over een obsessieve vader die wanhopig probeert zijn tienerdochter te beschermen. Zijn kinderroman Shadow Forest is een fantasie die begint met de gruwelijke dood van de ouders van de hoofdrolspelers. Het won in 2007 de Nestlé Children's Book Prize. Het vervolg, Runaway Troll, verscheen in 2008.
Drie jaar later verscheen de vampierroman The Radleys. In 2013 publiceerde hij The Humans, een verhaal over een buitenaards wezen dat de identiteit aanneemt van een universitair docent wiens werk in de wiskunde de stabiliteit van de planeet bedreigt, en die ook het bijbehorende gezinsleven het hoofd moet bieden.
In 2017 publiceerde Haig How to Stop Time, een roman over een man die veertig lijkt te zijn maar in feite meer dan 400 jaar heeft geleefd en William Shakespeare, James Cook en F. Scott Fitzgerald heeft ontmoet. In een interview met The Guardian onthulde hij dat StudioCanal een optie op de filmrechten heeft gekocht. Reasons to Stay Alive won in 2016 de Books Are My Bag Readers' Award in de categorie non-fictie en How to Stop Time won in 2017 dezelfde prijs in de categorie populaire fictie. In augustus 2018 schreef hij teksten voor het muziekalbum van de Engelse singer-songwriter Andy Burrows, waarvan de titel is ontleend aan Haigs boek Reasons to Stay Alive.
Zijn boek The Midnight Library werd bewerkt voor de radio en in december 2020 in tien afleveringen uitgezonden op BBC Radio 4. In hetzelfde jaar won het een Goodreads Choice Award in de categorie fictie.

## Persoonlijk leven
Haig is getrouwd met Andrea Semple en heeft twee kinderen. Hij woont in Brighton, geeft zijn kinderen thuisonderwijs en noemt zichzelf atheïst.

### Romans
- The Last Family in England (Jonathan Cape, 2004)
- The Dead Fathers Club (Cape, 2006)
- The Possession of Mr Cave (The Bodley Head, 2008)
- The Radleys (Canongate Books, 2010)
  - Nederlandstalige uitgave: Een ongewone familie (Moon, 2012)
- The Humans (Canongate Books, 2013)
  - Nederlandstalige uitgave: De wezens (Lebowski, 2017)
- How to Stop Time (Canongate Books, 2017)
  - Nederlandstalige uitgave: Het eeuwige leven (Lebowski, 2020)
- The Midnight Library (Canongate Books, 2020)
  - Nederlandstalige uitgave: Middernachtbibliotheek (Lebowski, 2021)
- The Life Impossible (Canongate Books, 2024)
  - Nederlandstalige uitgave: Een Onmogelijk Leven (Lebowski, 2024)

### Kinderboeken
- Shadow Forest (2007)
- Runaway Troll (Cape, 2008)
- To Be A Cat (Atheneum, 2013)
- Echo Boy (Bodley, 2014)
- A Boy Called Christmas (Canongate Books, 2015)
  - Nederlandstalige uitgave: Een jongen met de naam Kerstmis (Moon, 2018)
- The Girl Who Saved Christmas (Canongate Books, 2016)
- Father Christmas and Me (Canongate Books, 2017)
- The Truth Pixie (Canongate Books, 2018)
- Evie and the Animals (Canongate Books, 2019)
  - Nederlandstalige uitgave: Eefje en de dieren (Moon, 2020)
- The Truth Pixie Goes to School (Canongate Books, 2019)
- Evie in the Jungle (Canongate Books, 2020)

### Non-fictie
- How Come You Don't Have An E-Strategy (Kogan Page, 2002)
- Brand Failures (Kogan Page, 2003)
- Brand Royalty (Kogan Page, 2004)
- Brand Success (Kogan Page, 2011)
- Reasons to Stay Alive (Canongate Books, 2015)
  - Nederlandstalige uitgave: Redenen om te blijven leven (Overamstel, 2017)
- Notes on a Nervous Planet (Canongate Books, 2018)
  - Nederlandstalige uitgave: Planeet Paranoia (Lebowski, 2018)
  - the comfort book

- Bibsys: 63393
- Biblioteca Nacional de España: XX1576417
- Bibliothèque nationale de France: cb16910556r (data)
- Catàleg d'autoritats de noms i títols de Catalunya: 981058518568706706
- Gemeinsame Normdatei: 131385755
- International Standard Name Identifier: 0000 0003 6175 1089
- Library of Congress Control Number: n2004021970
- Nationale Bibliotheek van Letland: 000261641
- MusicBrainz: b78853f2-343a-4240-9740-7ea9f4288c65
- Bibliotheek van het Japanse parlement: 00987801
- Nationale Bibliotheek van Tsjechië: xx0059194
- Nationale Bibliotheek van Israël: 987007299638105171
- Nationale Bibliotheek van Polen: a0000001934787
- Nederlandse Thesaurus van Auteursnamen: 26028162X
- Istituto Centrale per il Catalogo Unico: RAVV535528
- LIBRIS: 393315
- Système universitaire de documentation: 148929419
- Virtual International Authority File: 223546310
- WorldCat: E39PBJtmB3WVvqybRMQCmYWbh3